# Deoli (Maharashtra)
Deoli è una città dell'India di 15.875 abitanti, situata nel distretto di Wardha, nello stato federato del Maharashtra. In base al numero di abitanti la città rientra nella classe IV (da 10.000 a 19.999 persone).

## Geografia fisica
La città è situata a 20° 40' 0 N e 78° 28' 60 E e ha un'altitudine di 261 m s.l.m..

## Società

### Evoluzione demografica
Al censimento del 2001 la popolazione di Deoli assommava a 15.875 persone, delle quali 8.143 maschi e 7.732 femmine. I bambini di età inferiore o uguale ai sei anni assommavano a 1.921, dei quali 992 maschi e 929 femmine. Infine, coloro che erano in grado di saper almeno leggere e scrivere erano 11.428, dei quali 6.372 maschi e 5.056 femmine.